# Kamil Idris
Kamil El-Tayeb Idris Abdelhafiz (26 de agosto de 1954) es un estadista, académico, funcionario internacional y político sudanés, es el decimosexto primer ministro de Sudán desde el 31 de mayo de 2025. Fue director general de la Organización Mundial de la Propiedad Intelectual (OMPI) de 1997 a 2008. También dirigió la Unión Internacional para la Protección de las Obtenciones Vegetales (UPOV).
Formado en Sudán, Egipto, Suiza y Estados Unidos, Idris se incorporó a la Organización Mundial de la Propiedad Intelectual a los 28 años en 1982. Asumió el cargo de director general en 1997 y ocupó el cargo durante 11 años, hasta 2008. Posteriormente, dejó la OMPI y regresó a Sudán para dedicarse a la política. Se presentó como candidato independiente en las elecciones generales de 2010, quedando en sexto lugar.
En 2025, en medio de una guerra civil devastadora, Idris fue nombrado primer ministro por el Consejo de Soberanía de Transición bajo la presidencia de Abdelfatah al Burhan. Se convirtió así en el primer primer ministro civil de Sudán desde la renuncia de Abdalla Hamdok tres años antes, en enero de 2022.

## Educación
Según un documento elaborado por la Oficina de la UPOV, Kamil Idris es Licenciado en Derecho (LLB) por la Universidad de Jartum, licenciado en filosofía, ciencias políticas y teorías económicas por la Universidad de El Cairo, máster en derecho internacional y asuntos internacionales por la Universidad de Ohio, y doctor en derecho internacional en 1984 por el Instituto de Posgrado de Ginebra, entonces afiliado a la Universidad de Ginebra. El Centro de Derecho Franklin Pierce de Estados Unidos le otorgó a Idris un doctorado honoris causa en derecho en mayo de 1999. En 2005, Idris recibió un doctorado honoris causa en letras de la Universidad Nacional Abierta Indira Gandhi de la India.

## Carrera

### Carrera diplomática
Idris se incorporó a la OMPI el 30 de diciembre de 1982. Fue miembro de la Comisión de Derecho Internacional de 1992 a 1996 y de 2000 a 2001.
El 22 de septiembre de 1997, fue nombrado director general de la OMPI por un período de seis años. Idris sucedió a Árpád Bogsch, quien ocupó el cargo de director general durante 25 años. El director general supervisa las iniciativas de la OMPI para la protección mundial de la propiedad intelectual.
En marzo de 1998, Idris visitó el Congreso de los Estados Unidos y se reunió con el secretario de Comercio para tratar la protección y promoción del ingenio estadounidense. Recibió una bienvenida oficial del Congreso. En 2001, Idris, junto con Mihnea Motoc, firmó un programa de cooperación entre Rumania y la OMPI.
Fue nombrado oficialmente nuevamente director general de la OMPI para un segundo mandato de seis años el 27 de mayo de 2003. Ese mismo año, inauguró el nuevo Centro de Propiedad Intelectual en la Universidad de Economía Nacional y Mundial. En 2006, Idris negoció un programa de cooperación entre la OMPI y el Gobierno de Azerbaiyán.
Durante su mandato como director general, Idris donó su salario como secretario general de la Unión para la Protección de las Obtenciones Vegetales (UPOV) a países en desarrollo. Su mandato debía finalizar originalmente el 30 de noviembre de 2009. Un documento de la OMPI publicado en 2016 indica que, en 2007, Idris solicitó al Comité de Coordinación de la OMPI que adelantara el proceso de nombramiento de su sucesor, cuyo nombramiento comenzó en octubre de 2008.
En 2008, Idris viajó a Kirguistán para reunirse con el presidente Kurmanbek Bakiyev y el primer ministro Igor Chudinov, donde trataron el desarrollo de una biblioteca digital para el país.

### Carrera política
Tras dejar la OMPI, Idris regresó a Sudán, donde se incorporó a la política. En las elecciones generales de 2010, se postuló a la presidencia como independiente, desafiando al entonces presidente Omar al-Bashir, aunque posteriormente quedó en sexto lugar.
En mayo de 2025, en plena guerra civil, Idris fue nombrado primer ministro por el Consejo de Soberanía de Transición bajo la presidencia de Abdel Fattah al-Burhan. Es el primer primer ministro civil desde la renuncia de Abdalla Hamdok en 2022. El 1 de junio, Idris ordenó la disolución del gobierno de transición. El 19 de junio, Idris describió los planes para un equipo de 22 ministros, denominado Gobierno de la Esperanza.

## Controversia
En 2006, un informe realizado por la División de Auditoría Interna y Supervisión de la OMPI a petición de la Dependencia Común de Inspección de las Naciones Unidas demostró que la edad de Idris había sido tergiversada si la información se filtró a los medios de comunicación. Registros anteriores de la OMPI mostraban que la fecha de nacimiento de Idris era el 26 de agosto de 1945, pero él había intentado cambiar sus registros para mostrar que nació el 26 de agosto de 1954. El 21 de septiembre de 2007, la Secretaría de la OMPI calificó el informe como "una intención deliberada de perjudicar [a Idris]" y criticó la legitimidad del informe y el incumplimiento por parte del autor del procedimiento, lo que comprometió su carácter confidencial. Se informó que la fecha de nacimiento de Idris posiblemente era el 26 de agosto de 1945, 26 de agosto de 1953 o 26 de agosto de 1954.
Durante la Asamblea General de la OMPI, que duró 10 días y finalizó el 3 de octubre de 2007, se bloqueó un intento de destituir a Idris de su cargo. La OMPI fue criticada por su credibilidad. Idris aceptó dimitir y renunció un año antes a su cargo como director de la OMPI.
En diciembre de 2016, se informó de la publicación de documentos de la OMPI fechados en 2010 y firmados por el asesor jurídico de la organización, Edward Kwakwa, que demuestran que Idris no tergiversó su fecha de nacimiento.

## Premios y honores
Idris es miembro honorario de la Universidad de Durham, Reino Unido. También es profesor honorario de derecho en la Universidad de Pekín y posee un doctorado honorario de la Universidad de Fudan, China.
En 1999, Idris recibió una medalla honoraria del Instituto Estatal de Relaciones Internacionales de Moscú por su labor en propiedad intelectual. También recibió un doctorado honorario de la Universidad Estatal de Moldavia ese mismo año.
En 2001, Idris recibió el título de Doctor Honoris Causa en la Universidad de Bucarest y la Gran Cruz del Infante D. Henrique de Portugal. También se le otorgaron doctorados honorarios de la Universidad de Matej Bel y de la Universidad de Ciencia y Tecnología de Mongolia en 2001.
En 2002, recibió el título de doctor honoris causa de Ucrania en reconocimiento a su contribución al desarrollo de la cooperación en el ámbito de la propiedad intelectual. Idris también recibió la Orden del Mérito Nacional, la máxima distinción de Costa de Marfil, por promover el progreso social.
Idris, junto con Georgi Parvanov, recibió una medalla de la Universidad Nacional de Economía Nacional y Mundial en 2003 por sus esfuerzos en la promoción del desarrollo económico en Bulgaria. La Universidad Al Emam Al Mahdi del estado del Nilo Blanco le otorgó un doctorado honoris causa en diciembre de ese año.[49]
En 2004, el sultán Qabus bin Said Al Said le otorgó la Orden de Omán. y la ciudad de Venecia, Italia, también le otorgó el primer Premio de Venecia a la Propiedad Intelectual.
Idris fue condecorado con la Orden del Águila Azteca en 2005, por su labor en el desarrollo económico de México. Al año siguiente, la Organización Regional Africana de Propiedad Intelectual (ARIPO) bautizó a su nuevo centro regional de capacitación en propiedad intelectual en honor a Idris, y recibió el título de doctor honoris causa por la Universidad de Azerbaiyán. También recibió la Orden de los Dos Nilos.
Idris recibió doctorados honoris causa de la Universidad de Gezira y la Universidad de Jartum en 2007. Al año siguiente, la Universidad Estatal Kirguisa de Construcción, Transporte y Arquitectura (KSUSTA) también le otorgó un doctorado honoris causa.